# Zarečje (Pazin)
Pour les articles homonymes, voir Zarečje.
Zarečje (en italien : Sarezzo) est une localité de Croatie située en Istrie, dans la municipalité de Pazin, dans le comitat d'Istrie. En 2001, la localité comptait 289 habitants.

## Démographie
| 1948 | 1953 | 1961 | 1971 | 1981 | 1991 | 2001 |
| ---- | ---- | ---- | ---- | ---- | ---- | ---- |
| 402  | 374  | 368  | 301  | 284  | 293  | 289  |